# 斯基爾斯 (密歇根州)
斯基爾斯（英語：Skeels）是位於美國密歇根州格拉德溫縣的一個非建制地區。

## 地理
斯基爾斯所處的海拔為高於海平面305米（即1001英呎），而該地所採用的時區為UTC-5，即北美东部時區（EST）。同時該地設有夏令時間，為UTC-5調快一小時，即UTC-4（EDT）。